# Heather Mitts
Heather Mitts, född 9 juni 1978 i Cincinnati i Ohio, är en amerikansk fotbollsspelare. Vid fotbollsturneringen under OS 2008 i Peking deltog hon i det amerikanska lag som tog guld. 